# Rodrigo de Triana
Pour les articles homonymes, voir Triana.

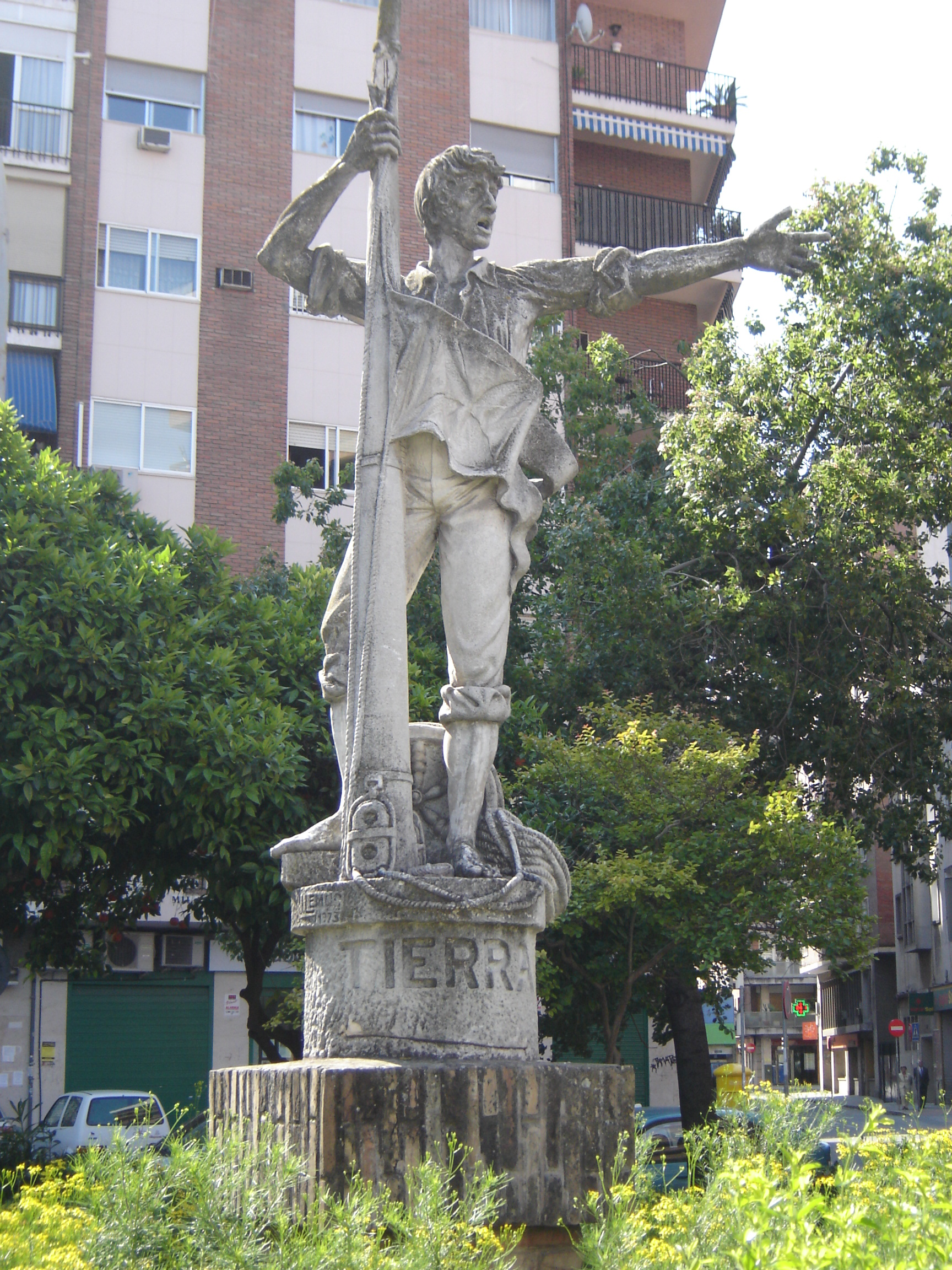
Monument de Rodrigo de Triana à Séville.

Rodrigo de Triana est un des marins de Christophe Colomb au cours de son premier voyage atlantique vers l'Ouest. Du haut du mat de la caravelle La Pinta, il a été le premier Espagnol à apercevoir la côte de Guanahani, l'une des îles des  Caraïbes, à deux heures du matin, le 12 octobre 1492.

## Origine
L'origine de Rodrigo est controversée. L'unique document que l'on possède sur lui est le journal de bord de Christophe Colomb déposé aux Archives des Antilles à Séville.
Les diverses hypothèses sont les suivantes :
- Rodrigo de Triana, aussi appelé Juan Rodríguez Bermejo, était un marin de Triana (Séville).
- On a aussi supposé qu'il était né à Coria del Rio.
- Certains ont pensé qu'il était né à La Molinos (Séville) en 1469 et habitait dans le quartier de Triana.[réf. nécessaire]
- L'une des hypothèses affirme que son nom était Juan Rodríguez Bermejo, fils de Vincent Bermejo, un mauresque (musulmans convertis au christianisme) (d'autres le disent juif) commerçant de poterie et de Sereni Betancour. Son père a été brûlé à cause de son commerce avec les Juifs pendant que Rodrigo effectuait le voyage de la découverte du Nouveau Monde. Le Maure Mudarra a également été martyrisé et par la suite tué (il avait enseigné l'arabe à Rodrigo de Triana), parce qu'il fréquentait la famille du navigateur, bien qu'elle fût devenue chrétienne selon les règles de l'époque.
- Une autre hypothèse est qu'il s'appelait Rodrigo Pérez de Acevedo et qu'il était né à Lepe.

## «Terre! Terre!»
Il a participé comme simple matelot au premier voyage de Christophe Colomb sous le commandement de Martín Alonso Pinzón sur La Pinta et a, le premier, aperçu le 12 octobre 1492 à deux heures du matin une côte inconnue. Il fit le signe convenu avec l'amiral. Christophe Colomb a écrit que la caravelle La Pinta était plus rapide. Rodrigo avait repéré une petite île dans l'archipel de la Lucayas (les Bahamas), connue par les peuples autochtones sous le nom de Guanahani. Christophe Colomb aurait promis une récompense de quelques milliers de maravédis à celui qui verrait le premier la terre, mais Rodrigo Triana ne gagna nulle récompense parce que Colomb prétendit qu'il avait vu la côte en premier.

## Après l'Amérique
En 1507, Rodrigo devint capitaine et participa à une expédition dans les Moluques en 1525 avec García Jofre de Loaísa. Une rue, depuis 1898, porte son nom à Triana et en 1973 on y érigea une statue où il pointe l'horizon du doigt. À Lepe, un collège et une des principales rues du centre historique portent son nom.